# Murrayville (Colombie-Britannique)
Pour les articles homonymes, voir Murrayville.
Murrayville est une communauté canadienne de la Colombie-Britannique dans le district régional du Grand Vancouver. Il est une partie du district de Langley.